# Választások 2012-ben

Térkép az országokban, ahol elnökválasztásra kerül sor 2012 folyamán

További választási listákat lásd: 2007 • 2008 • 2009 • 2010 • 2011 • 2013
Ez az oldal a 2012-ben lebonyolítandó elnök- és országgyűlési választásokat, illetve egyéb, politikai jellegű népszavazásokat sorolja fel a világ minden országában, teljességre törekedve.

## Január
- január 3.: Marshall-szigetek, elnöki (közvetett)
- január 3./január 10.: Egyiptom, parlamenti (3. forduló)
- január 13.: Kiribati, elnöki
- január 14.: Kínai Köztársaság (Tajvan), elnöki és parlamenti
- január 15.: Kazahsztán, parlamenti
- január 22.: Finnország, elnöki (1. forduló)
- január 22.: Horvátország, népszavazás
- január 29.: Kambodzsa, szenátus (közvetett)
- január 29-30 ill. február 5–6: Egyiptom, Shura gyűlési, első fázis

## Február
- február 2.: Kuvait, parlamenti
- február 5.: Finnország, elnöki (2. forduló)
- február 12.: Türkmenisztán, elnöki
- február 14–15/február 21–22.: Egyiptom, Shura gyűlési, második fázis
- február 18.: Lettország, népszavazás
- február 21.: Jemen, elnöki
- február 26.: Szenegál, elnöki (1. forduló)
- február 26.: Szíria, népszavazás

## Március
- március 2.: Irán, parlamenti (1. forduló)
- március 2.: Pakisztán, szenátusi (közvetett)
- március 4.: Oroszország, elnöki
- március 7.: Belize, parlamenti
- március 10.: Szlovákia, parlamenti
- március 10.: Abházia, parlamenti
- március 11.: Salvador, parlamenti
- március 11.: Svájc, népszavazás
- március 16.: Moldova, elnöki (közvetett)
- március 17.: Kelet-Timor, elnöki (1. forduló)
- március 18.: Németország, elnöki (közvetett)
- március 18.: Bissau-Guinea, elnöki (1. forduló)
- március 24.: Abházia, parlamenti (2. forduló)
- március 25.: Hongkong, kormányzó
- március 25.: Szlovénia, népszavazás
- március 25.: Dél-Oszétia, elnöki
- március 29.: Gambia, parlamenti

## Április
- április 8.: Dél-Oszétia, elnöki (2. forduló)
- április 11.: Dél-Korea, parlamenti
- április 16.: Kelet-Timor, elnöki (2. forduló)
- április 22.: Franciaország, elnöki (1. forduló)

## Május
- május 2.: Magyarország, elnöki (közvetett)
- május 4.: Irán, parlamenti
- május 6.: Franciaország, elnöki (2. forduló)
- május 6.: Örményország, parlamenti
- május 6.: Szerbia, elnöki (1. forduló), parlamenti, tartományi és önkormányzati
- május 6.: Görögország, parlamenti
- május 7.: Bahama-szigetek, parlamenti
- május 7.: Szíria, parlamenti
- május 10.: Algéria, parlamenti
- május 20.: Dominikai Köztársaság, elnöki
- május 20.: Szerbia, elnöki (2. forduló)
- május 23.–24.: Egyiptom, elnöki (1. forduló)
- május 26.: Lesotho, parlamenti
- május 30.: Albánia, elnöki (1. forduló, közvetett)
- május 31.: Írország

## Június
- június 4.: Albánia, elnöki (közvetett, 2. forduló)
- június 8.: Albánia, elnöki (közvetett, 3. forduló)
- június 10.: Franciaország, parlamenti (1. forduló)
- június 11.: Albánia, elnöki (közvetett, 4. forduló)
- június 16-17.: Egyiptom, elnöki (2. forduló)
- június 17.: Franciaország, parlamenti (2. forduló)
- június 17.: Görögország, parlamenti
- június 23.-július 13.: Pápua Új-Guinea, parlamenti
- június 28.: Mongólia, parlamenti
- június 30.: Izland, elnöki

## Július
- július 1.: Mexikó, elnöki és parlamenti
- július 1.: Liechtenstein, népszavazás az abortuszról
- július 1.: Szenegál, parlamenti
- július 7.: Kelet-Timor, parlamenti
- július 7.: Líbia, nemzeti kongresszus
- július 15.: Kongói Köztársaság, parlamenti (1. forduló)
- július 19.: India, elnöki (közvetett)
- július 19.: Hegyi-Karabah, elnöki
- július 20.: Szamoa, elnöki (közvetett)
- július 29.: Kongói Köztársaság, parlamenti (2. forduló)
- július 29.: Románia, népszavazás az elnök menesztéséről

## Augusztus
- augusztus 20.: Szomália, elnöki
- augusztus 31.: Angola, parlamenti

## Szeptember
- szeptember 12.: Hollandia, parlamenti
- szeptember 23.: Fehéroroszország, parlamenti

## Október
- október 1.: Grúzia, parlamenti
- október 7.: Venezuela, elnöki
- október 12–13. Csehország, szenátusi, első forduló
- október 14.: Litvánia, parlamenti és népszavazás az atomenergiáról
- október 14.: Montenegró, parlamenti
- október 19–20. Csehország, szenátusi, második forduló
- október 20.: Izland, népszavazás az alkotmányról
- október 28.: Ukrajna, parlamenti
- október 30.: Vanuatu, parlamenti
- 2012. októberétől 2013. februárig: Kína, 12. Nemzeti Népi Kongresszus
- október: Togo, parlamenti

## November
- november 6.: Amerikai Egyesült Államok, elnöki, képviselőházi és szenátusi (egyharmad: "I. osztályú" szenátorok), számos államban kormányzóválasztás, számos helyen önkormányzati választás.
- november 6.: Palau, elnöki és parlamenti
- november 10.: Írország, népszavazás az alkotmányról
- november 11.: Szlovénia, elnöki
- november 11.: San Marino, parlamenti
- november 17.: Sierra Leone, elnöki és parlamenti
- november 22.: Nepál, népgyűlési

## December
- december 1.: Kuvait, parlamenti
- december 2.: Burkina Faso, parlamenti
- december 7–8.: Ghána, elnöki
- december 9.: Románia, parlamenti
- december 15./22: Egyiptom, népszavazás
- december 16.: Japán, parlamenti
- december 19.: Dél-Korea, elnöki

## Később
- Barbados, parlamenti (2013 januárig)
- Bissau-Guinea, parlamenti
- Bhután, Nemzeti Tanács
- Csehország, parlamenti
- Dánia, EU opt-out népszavazás
- Fidzsi-szigetek, parlamenti (2014 szeptember előtt)
- Guinea, parlamenti
- Japán, parlamenti (2013. augusztus 30. előtt)
- Jemen, parlamenti
- Koszovó, elnöki
- Líbia, Nemzeti Konferencia, majd népszavazás az alkotmányról, majd elnöki és parlamenti
- Malajzia, parlamenti (2013 előtt)
- Málta, parlamenti (2013 július előtt)
- Mauritánia, parlamenti
- Palesztina, elnöki és parlamenti
- Szomáliföld, parlamenti
- Tunézia, elnöki és parlamenti
- Zimbabwe, népszavazás az alkotmányról

## Külső hivatkozások
- Nemzeti parlamentek PARLINE adatbázisa. Országgyűlési választások eredményei 1966 óta
- ElectionGuide.org – Országos-szintű választások világkódexe
- parties-and-elections.de: Európai választások adatbázisa 1945-től
- ACE Electoral Knowledge Network – electoral encyclopedia and related resources from a consortium of electoral agencies and organizations
- Angus Reid Consultants: Election Tracker
- IDEA's Table of Electoral Systems Földwide
- European Election Law Association (Eurela)